# Gare de Manchester Central
La gare de Manchester Central (Manchester Central railway station) est une ancienne gare du district de Manchester city centre (en) de la ville de Manchester, en Angleterre. Elle a été l'une des principales gares de la ville de son ouverture en 1880 jusqu'à sa fermeture en 1969. Elle a depuis été convertie en un centre d'expositions et de conférences appelé le Manchester Central Convention Complex.

## Histoire
La station est construite entre 1875 et 1880 par le Cheshire Lines Committee (CLC) sous la supervision de l'architecte John Fowler et les ingénieurs Richard Johnson, Andrew Johnston et Charles Sacré (en),. Elle est ouverte officiellement le 1er juillet 1880.
Au moment de sa construction, un bâtiment temporaire composé de deux plateformes en bois et accueillant 4 voies, le Manchester Free Trade Hall Station, est utilisé à partir du 9 septembre 1877. À l'ouverture de la station, la station temporaire devient le Manchester Central Goods.

## Galerie

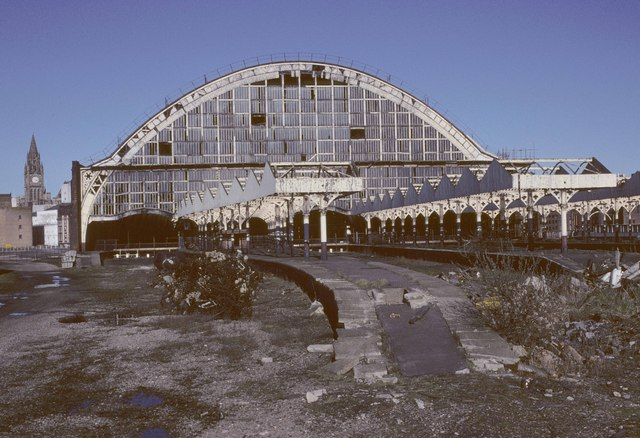
Vestiges de la station (1981)
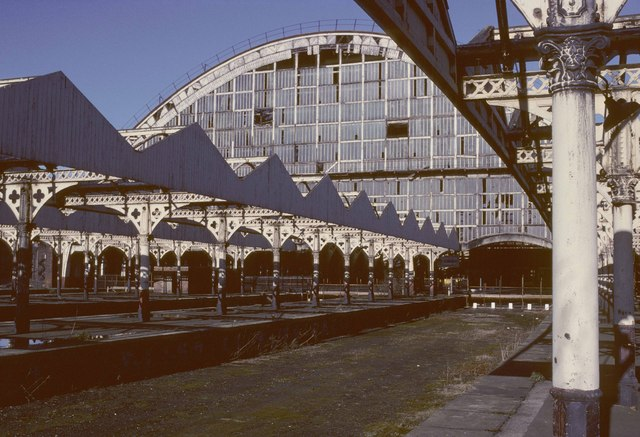
Vestiges des quais
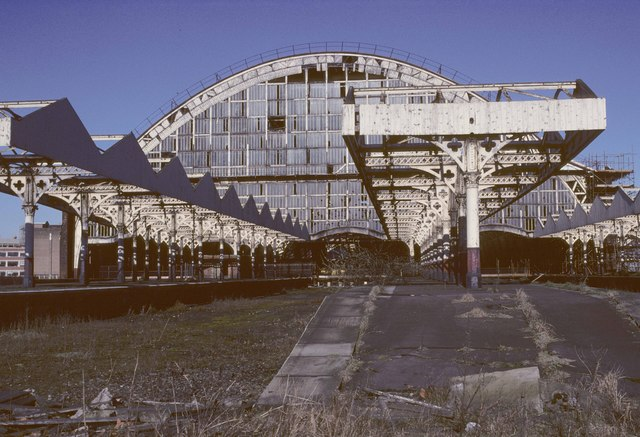
Détails d'un quai
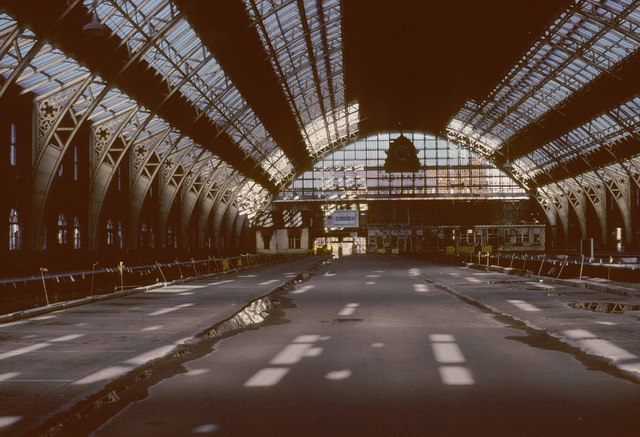
Intérieur de la station désaffectée
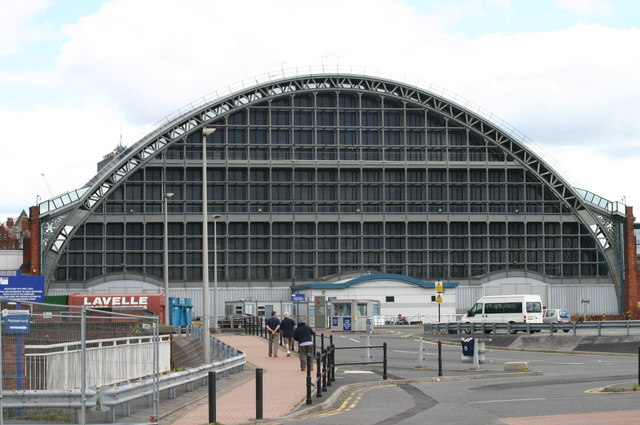
Centre GMEX (2007)